# 田中壱征
田中 壱征（たなか いっせい）は、日本の映画監督、脚本家、映像作家、音楽プロデューサー。

## 来歴
1994年 講談社・2&4モータリング社「ベストモータリング」の映像編集部に新入社員として勤務。月刊誌映像企画の内容は、黒沢元治や土屋圭一がレギュラー出演、神谷明がレギュラーナレーションをし、トヨタ・日産・三菱・メルセデス・ベンツ・BMW・フェラーリをはじめとするクルマの走りや性能差の映像化を行った。編集部時代に、JAF公認 国内A級ライセンスを取得しているが、サーキット・走行会では、グリップ走行より、ドリフト走行を率先していた。
退社後は、作家開高健・沢木耕太郎書籍の影響を受け、20代の半分は海外生活を送った。
在住国は、ニューヨーク（米国）とバンコク（タイ王国）とロンドン（UK）。
1998年後半から、インターネットがないに等しい時代に、バックパッカーで世界一周貧乏一人旅にも挑戦し、1ヶ月間はインド サイババの元で、自然哲学と宇宙学の修行に励んだ。発展途上前のドバイでは、アラブ人友人宅で、アラブ煮込み料理を学ぶ。タイのピーピー諸島では、スクーバダイビングのライセンスを取得するものの、実践研修時が台風の直前で、全てがトラウマに。それ以来、海に潜ることは一度もない。
2歳から両親を失い、１０代で育ての祖父母も亡くした経緯があり、「亡くなった家族への喪失感を取り除きたく、新しい自分で、海外生活を桜花し、とにかく前を向きたかった」とAERA（朝日新聞）とニューヨークINFOインタビューで答えている。両親がいない幼少時期（保育園・小学校低学年）は、ザ・ドリフターズ・萩本欽一のTV番組やキャンディーズ・沢田研二・山口百恵出演の歌番組が、いのち綱になっていたようだ。
海外生活から、日本に本帰国後、ヴェルファーレのファイナルステージやTGCなど、エンターテイメントステージ業界に身をおいていたが、2010年に大林宣彦・ 倉本聰創立の富良野塾 の影響を大きく受け、映像界に戻り、映画監督への道を決断している。
2012年、演出家：NHK 遠藤理史・フジクリエイティブコーポレーション 西浦正記の商業舞台制作プロデュースに携わり、同時期に、商業映画の脚本を本格的に始め、2015年に長編オムニバス映画「Tokyo Loss」製作スタートで映画監督デビューした。
2017年10月は、監督/脚本を手がけた映画「Tokyo Loss」が釜山国際映画祭「釡山広域市議会友好作品」を認定授与。
2018年3月は、タイ王国 バンコク、5月にはニューヨーク マンハッタン、6月はミャンマー ヤンゴンにて、映画「Tokyo Loss」を凱旋上映を果たした。
2018年2月は、アメリカ合衆国 ハリウッドで毎年開催のオスカーアカデミー賞90th/エルトン・ジョン主催 foundation VIEWING PARTYに公式参加している。
同年10月は、フランス政府認定 フランス社会功労奨励章文化芸術部門では『オフィシエ勲章』を受章。
2022年3月30日付で、監督/脚本を手がけた映画「ぬくもりの内側」が、厚生労働省推薦の映画となった。
2022年４月1日から、監督/脚本を手がけた映画「ぬくもりの内側」が、文化庁主催で全国各地の小中高等学校を対象に、授業として学習上映を重ねてきた。（文化芸術鑑賞・体験再興事業） 全国で、計約１万の生徒さんが鑑賞をした。
2023年4月16日は、監督/脚本を手がけた映画「風が通り抜ける道」（令和４年度沖縄県後援）が、沖縄国際映画祭にて、正式出品作品として選出。
同年5月22日 フランス SUPER SUTAR AWARDS CANNESでは、「BEST FILM AWARDS賞」を受賞した
同年5月21日・22日は、カンヌ国際映画祭 公式アテンドホテルHôtel Barrière Le Majestic Cannesに次ぐ、Hotel Barrière Le Gray d'Albionにて、映画「風が通り抜ける道」の特別披露上映を果たした。
5月23日（フランス現地時刻21:30）  カンヌ国際映画祭 レットカーペットで初登場し、フランス国営放送（世界発信）で流れた。
2023年11月・12月　映画『ぬくもりの内側』がイオンエンターテイメント系列中心に一般劇場公開となる。
東京（板橋イオンシネマ）では、ロングラン上映（続映）となった。
2024年1月・2月　映画『風が通り抜ける道』がイオンエンターテイメント系列中心に一般劇場公開となる。
東京（板橋イオンシネマ）・大阪（シアタス心斎橋）では、国内東西ともにロングラン上映（続映）を達成した。

## フィルモグラフィー

### 長編映画
- 「時空警察ヴェッカー デッドリーナイトシェード」（音楽プロデュース：2012年公開）
- 「セカンドステージ」(Tokyo Loss内）（監督・脚本：2018年） 出演：原めぐみ、シェリー (タレント)、やや
- 「0.1%の可能性」(監督/脚本：2018年公開  Tokyo Loss内）出演：山田親太朗、仲雅美、梅本静香、
- 「Tokyo Loss」（監督/脚本：2018年公開 オムニバス8作品） 日本/アメリカ合衆国/タイ王国） 出演：大林素子、山田親太朗、椿隆之、梅本静香、ローバー美々、安達有里
- 「絆」（監督/脚本：2019年公開） 出演：岸田敏志
- 「ぬくもりの内側」（監督/脚本：2022年 文化庁主催 全国学校学習上映・2023年公開 イオンエンターテイメント） 出演:白石美帆、三田佳子、音無美紀子、渡辺裕之 、島田順司、スギちゃん 、野村真美、高樹澪   主題歌：森山良子
- 「風が通り抜ける道」（監督/脚本：2024年公開 イオンエンターテイメント）出演：比嘉梨乃、山田邦子、SHINOBU (DA PUMP)、具志堅用高、三浦浩一、未來貴子、ブラザー・コーン 、沖直未、大木凡人
- 「虹、結」（製作総指揮/音楽プロデュース : 2024年公開 イオンエンターテイメント）
- 「Tokyo Loss2」（監督/脚本：2026年公開予定） [40]  出演：松本明子、モト冬樹、奥山佳恵、酒井敏也、いしだ壱成、大林素子、丈 (俳優)、南部虎弾、氏神一番、

### MOVIE
- 「パラさいる」（監督：2021年）出演：丈 (俳優)、田村幸士 、南部虎弾、高橋ゆづき、市川博樹、原めぐみ、椎名まこ
- 「ひとひらの花」（監督/脚本：2022年）出演：ケニー大倉、市川博樹
- 「ひとつに会える街」現在劇/時代劇 会津若松市地域振興MOVIE（監督/脚本：2025年） [41]

出演：大林素子（会津若松市観光大使）、モト冬樹   //  特別出演：三田佳子、松平保久（会津松平家の14代当主）、室井照平（会津若松市長）

### 短編映画
- 「Breathe－SOBIC」（監督/英語脚本 2014年 デンマーク/タイ王国）
- 「上を向いてごらん」 - Tokyo Loss内（監督/脚本 2015年）
- 「東京の片隅」 - Tokyo Loss内 （監督/脚本 2015年）
- 「生きている記憶」 - Tokyo Loss内（監督/脚本 2016年）
- 「笑顔の向こう側」 - Tokyo Loss内（監督/脚本2016年）
- 「ファイティン!!」 - Tokyo Loss内（監督/脚本 2016年）

### 受賞/式典
- 韓国：釜山国際映画祭 「釜山広域市議会友好作品」認定授与（2017年10月）[2][5]
- 台湾：アジア国際映画祭（台北）ノミネート（2017年11月）[2][5]
- USA Hollywood：オスカーアカデミー賞90th / エルトン・ジョン主催 foundation VIEWING PARTY 公式参加（2018年2月）[5][7]
- フランス：フランス政府認定 フランス社会功労奨励章文化芸術部門『オフィシエ勲章』受章（2018年10月）[5][7]
- 日本：ASIA GOLDEN STAR AWARDS 2018 ゴールデンアチーブ大賞受章（2018年11月）[42]
- 日本　沖縄国際映画祭[1]にて、映画風が通り抜ける道が正式出品上映（4/16）
- フランス　カンヌ国際映画祭 特別会場Barrière Le Gray d'Albion にて、映画風が通り抜ける道を披露上映（正式出品認定までは届かず）[20][21][22][22][23][24][25][26][1]
- フランス SUPER SUTAR AWARDS CANNES  「BEST FILM AWARD賞」受賞[13][14][15][1]
- フランス カンヌ国際映画祭 レットカーペット登場　フランス国営放送（世界発信）で流れる（5月23日21:30）[1][3]

### ドキュメント
- 東北復興支援ドキュメント福島県川内村 安倍晋三内閣総理大臣（2017年）- 撮影[2]

### 商業舞台
- ベロニカは死ぬことにした 演出：西浦正記（2012年） - 宣伝プロデュース
- 夏の夜の夢2 演出：遠藤理史（2012年） - 製作 宣伝
- NOW AND THEN（2025年） -  製作総指揮

### TV出演
- フジテレビ「いまハピ ～いまいちだけどHAPPY人生～」（2015年1月4日放送出演）
- TBS「爆報! THE フライデー」 映画「Tokyo Loss」撮影（2015年6月12日放送出演）
- 沖縄テレビ「ひーぷー☆ホップ」（2022年7月17日生放送出演）